# 千葉謙太郎
千葉 謙太郎（ちば けんたろう、1985年＜昭和60年＞6月 - ）は、日本の古生物学者。北海道札幌市出身、岡山県倉敷市在住。岡山理科大学生物地球学部講師。恐竜のうち角竜類の研究を専門としており、セントロサウルスの骨肉腫の発見やモンゴル産恐竜化石からのコラーゲン抽出といった研究で知られる。

## 経歴
1985年6月、北海道札幌市にて生まれる。幼少期には昆虫や天文をはじめとする自然科学に関心を持ち、家族と共に生物採集や天体観測を行ったほか、小学生時代にデパートで恐竜の折り紙を目撃したことをきっかけに恐竜に魅了され、低学年次には担任の添削を受けながら恐竜図鑑で読書感想文を執筆して市のコンクールで表彰を受けた。札幌市で開講された濱田隆士の生涯学習講座に出席し、帰宅後に恐竜研究者になることを宣言。その後も濱田とのコンタクトを取り、海外への留学を勧められるなどのアドバイスを受けた。小学校高学年次には箕浦名知と知り合って研究室に出入りし、箕浦の好意で標本登録作業ボランティアへ参加した。小学校6年時にはティラノサウルスをアルバートサウルスとして解説していた理科の教科書の誤りを指摘し、新聞記事として特集された。
中学2年次にはモンゴルでの化石発掘ツアーに参加。高校は北海道札幌東高等学校へ進学。箕浦から東北大学・京都大学・東京大学への進学を勧められ、高校3年次であった2003年夏に東北大学への進学を決意し、AO入試で東北大学理学部に合格。大学在学中はプランクトンの微化石を研究しつつ、大学2年次には私費でモンゴルの化石発掘調査に参加し、この時に小林快次と接触している。始新世-漸新世境界の南極海における放散虫群集の変遷を卒業研究で扱い、2008年に東北大学を卒業。同年に北海道大学大学院理学院へ進学し、小林の下でボーンベッドの発掘に従事した。また2010年には北海道大学総合博物館の企画展「アラスカ恐竜展」の展示運営に携わった。
修士論文のテーマはセントロサウルスのボーンベッドのタフォノミーであり、本研究はデイヴィッド・エヴァンスやマイケル・ライアンとの共同研究であった。この時期にエヴァンスの人柄や研究者としての才能に惹かれ、またエヴァンスの研究室の雰囲気を魅力的に感じ、トロント大学への留学に憧れを抱く。2011年3月に修士課程を修了。同年4月からトロントで語学留学を開始しロイヤルオンタリオ博物館で研究活動もしながら12月まで滞在したが、トロント大学入学のためのTOEFLの点数が基準に届かず、日本へ帰国。帰国後は小林の助言もあり、北海道大学大学院理学院の博士課程に在籍しながらアルバータ州での発掘やトロントでの研究活動を継続した。その後、TOEFLの点数が基準を満たし、また日本学生支援機構から留学費用を調達したことから、2013年9月からトロント大学へ留学した。
2018年4月に岡山理科大学の助教に就任し、同年6月にトロント大学生態学進化生物学科で博士号を取得。2021年4月より岡山理科大学講師。

## 活動
千葉は角竜を専門とする研究者であり、修士研究ではカナダのアルバータ州でクリーブランド博物館のマイケル・ライアンの研究プロジェクトに参加した。2018年にはアルバータケラトプスとして同定されていた角竜の骨格標本がメデューサケラトプスのものであるとする論文を発表した。この研究結果を受け、2021年3月に福井県立恐竜博物館はアルバータケラトプスとしていた骨格標本の復元を修正し、解説も訂正した。
千葉の研究として、恐竜の骨組織学的研究が知られる。トロント大学留学時代に作成した化石の薄片を用いて顕鏡観察やCTスキャンを実施し、2020年に『ランセット・オンコロジー』誌でセントロサウルスの骨肉腫の発見を報告した。当該の化石の病変は1989年の発見時点では単なる骨折とされていたが、骨組織の崩壊をはじめとする骨肉腫の特徴が認められ、世界で初めて発見された恐竜の骨肉腫の痕跡となった。2022年には、地質学者の實吉玄貴や骨学者の辻極秀次と共にモンゴル産恐竜化石からコラーゲンを抽出する研究に着手したことを明かしており、生物学的情報を高解像度で取り出せうることに期待を寄せている。
大学では古生物学の講義を担当し、骨組織学的観点から恐竜の生理機能や生態を教授する。

## メディア出演
- 『NHKスペシャル』「恐竜超世界 in Japan」（2022年3月30日、NHK）[3]
- 『ABEMA Prime』（2024年10月4日、Abema）[9]